# Дупка в главата
„Дупка в главата“ (на английски: A Hole in the Head) е американска комедия от 1959 година на режисьора Франк Капра с участието на Франк Синатра.

## Сюжет
Тони Манета (Франк Синатра) напуска мизерното си жилище в Бронкс и заедно с двама свои приятели заминават за Маями, Флорида в търсене на богатство и успех. Двадесет години по-късно приятелите му просперират. Единият е собственик на верига луксозни хотели, а другият ръководи местната таксиметрова компания. Тони управлява малък хотел на име „Градината на рая“. През годините той се е разглезил, харчейки непрекъснато пари за скъпи костюми и автомобили. Въпреки че е затънал в дългове, Тони отказва да се промени и да стане по отговорен. Освен това той е овдовял баща на единадесетгодишен си, Алвин (Еди Ходжис).
След като в продължение на пет месеца Тони не плаща рентата за хотела, собственикът Ейб Даймънд (Бени Рубин) му дава срок от 48 часа да събере $ 5000 или ще му прекрати договора. Изпаднал в отчаяние, Тони се обръща за помощ към по-големия си брат Марио (Едуард Г. Робинсън), собственик луксозен бутик в Ню Йорк, който вече няколко пъти му е заемал пари. Тони иска нов заем, като лъже, че Алвин е болен и парите са му необходими за лечението. Марио и съпругата му Софи (Телма Ритър) пристигат в Маями и откриват истината.
В очите на Марио, Тони е „празноглавец“, който пилее пари в преследване на недостижими мечти, вместо да работи честно и упорито. Той се съгласява да му заеме известна сума, но с условието, Тони да ги вложи в малък бизнес, а не в хотели и казина. Марио също го запознава с Елойз Роджърс (Елинор Паркър), вдовица и приятелка на Софи, за която смята, че ще е по-удачен спътник в живота на Тони, отколкото настоящата му приятелка Шърл (Керълайн Джоунс).
За изненада на Марио, Тони остава впечатлен от Елойз, а тя веднага харесва Алвин. Марио я тормози с неудобни въпроси относно финансовото състояние и завещанието на покойния и съпруг, показвайки на Тони защо всъщност го е запознал с нея. Елойз разкрива на Тони, че след като е изгубила съпруга и сина си, тя оценява идеята да бъде с някой, който има нужда от нея.
Един стар приятел, Джери Маркс (Кийнън Уин), сега богат промоутър, кани Тони на парти. Претендирайки, че просперира, Тони излага схема за закупуването на земя във Флорида, където да бъде построен втори Дисниленд. Джери изглежда заинтересован да стане партньор в начинанието.
Джери води Тони на надбягвания с кучета, където Тони е принуден да заложи всичките $ 500, които е спечелил от продажбата на своя Кадилак, за да се доближи до високата миза на Джери. Кучето на Тони печели, но Джери го придумва да заложи още веднъж на куче, което се казва Щастливия Али. Отчаянието в гласа на Тони докато поддържа кучето си, показва на Джери, че той не е човек, който разполага със средства. Джери го обижда като му подхвърля малка сума под формата на милостиня и когато Тони му я хвърля обратно в лицето, е ударен от един от бодигардовете на Джери.
Буквално пребития Тони решава, че е по-добре Алвин да замине да живее в Ню Йорк с Марио и Софи, дори се опитва да го убеди, че не го желае повече. Тони отива на плажа, където смята да се избави от собствените си мъки, но Алвин го открива. Скоро към тях се присъединява и Елойз. Марио и Софи решават да си вземат дълго отлаганата почивка, оставяйки магазина в Ню Йорк в ръцете на сина им, Джулиъс (Джеймс Комак).

## В ролите
| Изпълнител         | Роля              |
| ------------------ | ----------------- |
| Франк Синатра      | Тони Манета       |
| Едуард Г. Робинсън | Марио Манета      |
| Еди Ходжис         | Алвин Манета      |
| Елинор Паркър      | Елойз Роджърс     |
| Керълайн Джоунс    | Шърл              |
| Телма Ритър        | Софи Манета       |
| Кийнън Уин         | Джери Маркс       |
| Джой Лансинг       | Дорин             |
| Джойс Низари       | Алис              |
| Дъб Тейлър         | Фред              |
| Руби Дендридж      | Сали              |
| Джеймс Комак       | Джулиъс Манета    |
| Кони Сойър         | госпожица Уекслър |
| Бени Рубин         | Ейб Даймънд       |

## Продукция
Филмът е заснет в продължение на 40 дни в периода от 10 ноември 1958 до 9 януари 1959 година при бюджет от $ 1 890 000. За снимките на вътрешните сцени е използван хотела „Кардозо“, намиращ се на „Оушън Драйв“ в Маями Бийч. Във филма е представена за първи път песента „High Hopes“, която през 1960 година печели „Оскар“ за най-добра оригинална песен.

## Награди и номинации
- Награда Оскар за най-добра оригинална песен, песента „High Hopes“ на Сами Кан и Джими Ван Хюсен от 1960 година.
- Номинация за наградата на „Режисьорската гилдия на Америка“ за исключителни постижения в режисьорската работа на Франк Капра от 1960 година.
- Номинация за Златен Лоуръл от наградите Лоуръл за най-добра комедия за 1960 година.
- Номинация за наградата на „Сценаристката гилдия на Америка“ за най-добър американски сценарий на комедия на Арнолд Шулман от 1960 година.[2]